# Pleea
Pleea là một chi thực vật có hoa trong họ Tofieldiaceae.